# カン・ミョンチャン
カン・ミョンチャン（Kang Myong Chang）は北朝鮮の柔道選手。階級は60kg級。

## 人物
1997年にフランスのパリで開催された1997年世界柔道選手権大会60kg級準々決勝でグルジアのゲオルギ・レワジシビリと対戦すると、払腰でレワジシビリを投げるものの、それがレワジシビリの技ありポイントとなった。その判定にカンが抗議して畳に座り込むと警告が与えられて、先の技ありと合わせて総合負けが言い渡されるという事態が起こった。その後、敗者復活戦に回って3位決定戦まで進むものの、ベルギーのセドリック・タイマンスに合技で敗れて5位に終わった。IJFは大会後の協議で準々決勝における誤審を認めて、この試合で審判員を務めた2名を含む計6名を2年間の出場停止処分とした。IJFが審判員に出場停止処分を科すのは今回が初めてのケースとなった。また今回のことがきっかけで、IJF審判委員会の会議においても、勧告として以下のことが確認された。
「三人の審判員のうち多数が、本来与えられるべきではない方の選手に間違ってポイントを与えたのがはっきりしている例外的な状況下では、IJF審判委員会委員 (ジュリー)は審判団を呼びよせ、彼らの意見を聞いたうえで、自らの意見を強く主張することが出来る。しかし、最終的な結論は試合場にいる3人の審判員が決定する。この場合、ジュリーは必ず、将来的な参考及び見直しの為に報告書を提出しなければならない。」
世界選手権後にマニラで開催されたアジア選手権では3位になった。1998年のアジア大会では準々決勝で日本の徳野和彦に背負投で敗れるなどして5位に終わった。1999年の世界選手権では初戦でセーシェルの選手に敗れたために、翌年のシドニーオリンピックには出場できなかった。

## 主な戦績
- 1997年 - 世界選手権　5位
- 1997年 - アジア選手権　3位
- 1998年 - アジア大会　5位